# Ferdinand Ries

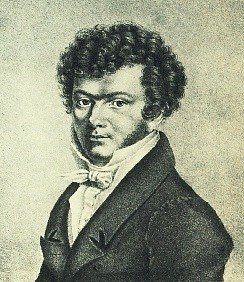
Ferdinand Ries.

Ferdinand Ries, född 1784 i Bonn (döpt 28 november), död 13 januari 1838 i Frankfurt am Main, var en tysk kompositör och pianist. Han var son till Franz Anton Ries och bror till Hubert Ries.
Ferdinand Ries var elev till Ludwig van Beethoven i Wien 1801–1805 och gjorde sig känd som pianist och tonsättare. Som pianovirtuos väckte han uppseende under resor i Frankrike, Skandinavien, Ryssland och England. År 1813 uppträdde han i Stockholm tillsammans med Johan Fredrik Berwald. Åren 1813–1824 bodde han i London och arbetade då som pianolärare, därefter på ett lantgods vid Rhen. Han var stadsmusikdirektor i Aachen 1834–1836 och under sitt sista år dirigent för Ceciliaföreningen i Frankfurt am Main. Bland hans kompositioner finns operor, oratorier, symfonier, uvertyrer, kammarmusik samt violin- och pianostycken.
Ries blev 1813 ledamot av Kungliga Musikaliska Akademien i Stockholm. Tillsammans med Franz Gerhard Wegeler utgav han 1838 en samling minnen av Beethoven (Biographische Notizen über Ludwig van Beethoven).

## Verk (urval)

### Operor
- Die Räuberbraut, opera i tre akter op. 156 (1827/28; 1830/31)
- Liska, oder die Hexe von Gyllensteen, opera i två akter op. 164 (1831)
- Die Nacht auf dem Libanon, Romantische Oper i tre akter WoO. 51 (1834–38)

### Orkester
- Symfoni nr 1 i D-dur, op. 23
- Symfoni nr 2 i c-moll, op. 80
- Symfoni nr 3 i Ess-dur, op. 90 (1815)
- Symfoni nr 4 i F-dur, op. 110
- Symfoni nr 5 i d-moll, op. 112 (ca 1813)
- Symfoni nr 6 i D-dur, op. 146 (1822)
- Symfoni nr 7 i a-moll, op. 181 (1835)
- Symfoni i Ess-dur, WoO 30 (1822)
- Violinkonsert i e-moll, op. 24 (1810)
- Pianokonsert nr 1 i Ess-dur, op. 42 (1811)
- Pianokonsert nr 2 i ciss-moll, op. 55 (1812, publ. 1826)
- Pianokonsert nr 3 i c-moll, op. 115 (1809, publ. 1823)
- Pianokonsert nr 4 i D-dur, op. 120 Concerto pastoral (ca 1816, publ. 1823)
- Pianokonsert nr 5 i C-dur, op. 123 (1806, publ. 1824)
- Pianokonsert nr 6 i a-moll, op. 132 Abschieds-Concert von England (1823)
- Pianokonsert nr 7 i Ass-dur, op. 151 Gruss an den Rhein (1826)
- Pianokonsert nr 8 i g-moll, op. 177 (1832/33)
- Introduction et Variations brillantes, op. 170
- Introduction et Rondeau brillant, op. 144

### Körverk
- Koralfantasi, op. 80